# Raffinóz
A raffinóz egy galaktózból, fruktózból és glükózból álló triszacharid. Elsősorban  borsófélékben, a káposztában, karfiolban, brokkoliban, a spárgában, más zöldségekben és teljes kiőrlésű gabonafélékben lehet vele találkozni.
Neve a francia raffiner (tisztít, finomít) szóból származik.
A raffinózt az α-galaktozidáz – az ember emésztőrendszerében meg nem lévő – enzim hidrolízissel 
d-galaktózzá és szacharózzá alakítja. Az α-GAL enzim ezen kívül olyan más α-galaktozidokat hidrolizál, mint amilyen a sztachióz, a verbaszkóz és a galaktinol. Az enzim nem bontja le az olyan β-kapcsolatos cukrokat, mint amilyen például a laktóz.
Az oligoszacharidok raffinóz családja a szacharóz α-galaktoziles származékai. Leggyakoribb képviselői a triszacharid raffinóz, a tetraszacharid sztachióz és a pentaszacharid verbaszkóz. Ezek a növények között gyakran előforduló vegyületek. Sok család magjában fellelhetőek. A szacharóz után a raffinóz a leggyakrabban előforduló oldódó szénhidrát.[forrás?]